# Bothrops lojanus
Bothrops lojanus este o specie de șerpi din genul Bothrops, familia Viperidae, descrisă de Parker 1930. A fost clasificată de IUCN ca specie în pericol. Conform Catalogue of Life specia Bothrops lojanus nu are subspecii cunoscute.